# Dole Air Race

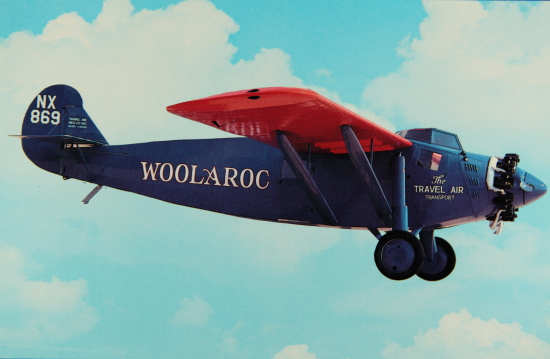
Travel Air 5000 Woolaroc, eerste prijs.

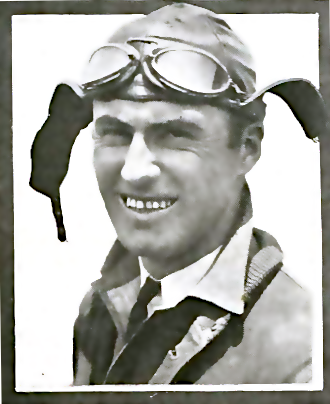
Arthur C. Goebel, samen met bemanningslid William Davis winnaar van de 1927 Dole Air Race in de 'Woolarock'

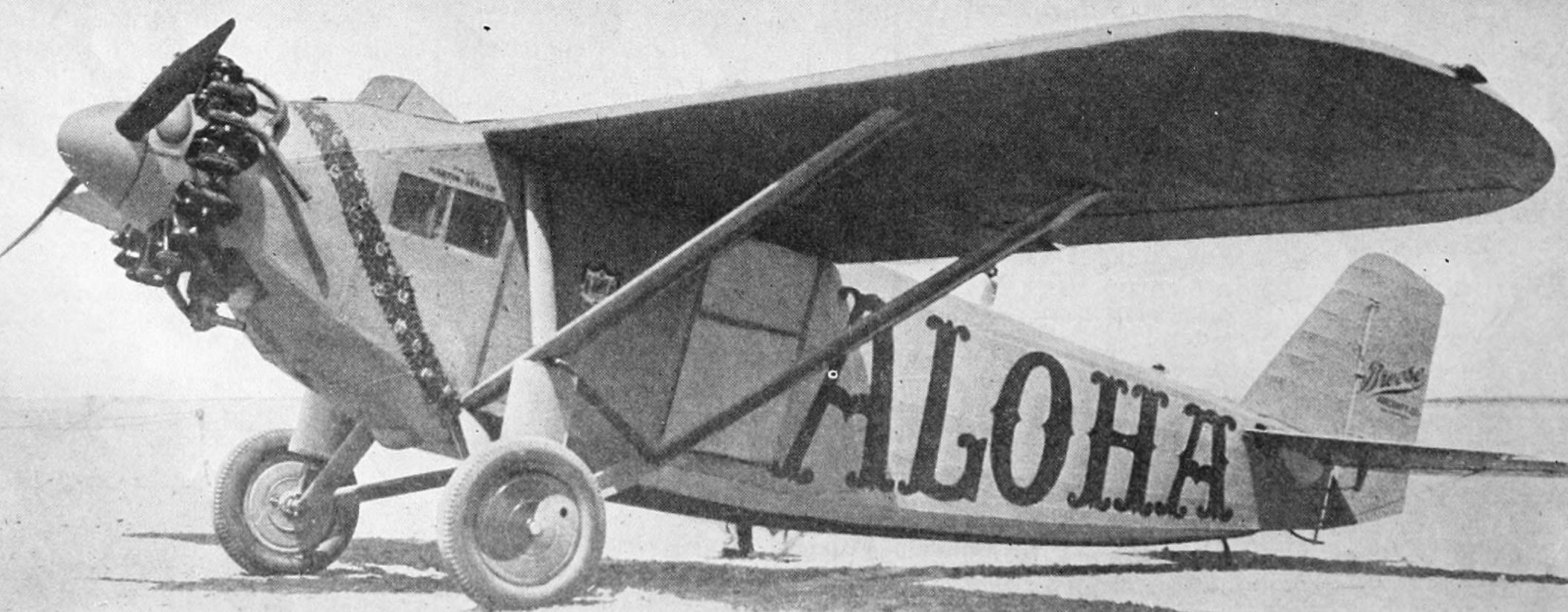
Breese-Wilde Model 5 Aloha, tweede prijs.

De Dole Air Race, ook bekend als Dole Derby,  was een luchtrace over de Stille Zuidzee van Oakland (Californië) naar Honolulu (Hawaï) gehouden in augustus 1927. Tijdens de dramatisch verlopen race vielen tien doden te betreuren.

## De Dole Prijs
Geïnspireerd op de succesvolle transatlantische vlucht van Charles Lindbergh loofde de ananas-magnaat James D. Dole op 27 mei 1927 een prijs uit van 25.000 dollar voor het eerste vliegtuig dat over de Stille Zuidzee (Pacific Ocean) van Oakland naar Honolulu kon vliegen. De tweede prijs was 10.000 dollar. Voorwaarde was dat de 3870 kilometer lange vlucht over de oceaan tussen 28 juli 1927 en 15 augustus 1928 zou zijn voltooid.
De prijs werd min of meer ‘gestolen’ door de luitenanten Lester J. Maitland and Albert F. Hegenberger die met een militaire driemotorige Fokker C-2, genaamd Bird of Paradise, op 28 juni van Oakland naar Wheeler Airforce Base op het eiland Oahu (Hawaï) vlogen. Een vlucht in de recordtijd van 25 uur en 50 minuten. De vlucht telde echter niet mee voor de Dole Prijs omdat deze volgens James Dole niet had voldaan aan de reglementen. Op 14 juli vertrok ook nog een burgerteam met een kleine eendekker uit Oakland om de prestatie van Maitland en Hegenberger te evenaren. Maar deze poging eindigde door brandstofgebrek met een crash in een boom op het Hawaïaanse eiland Molokai

## Verloop van de race

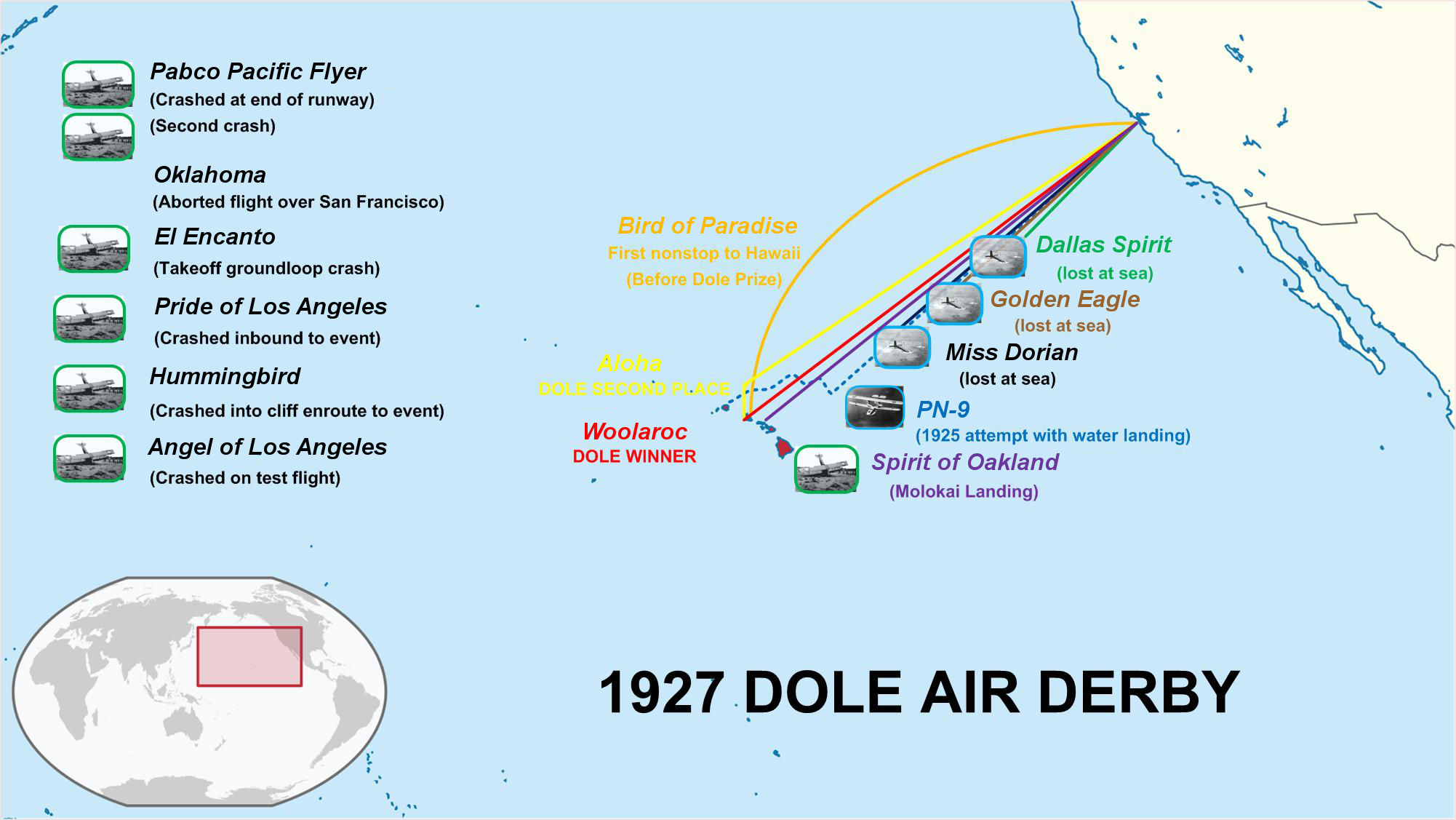
De Dole luchtrace in 1927

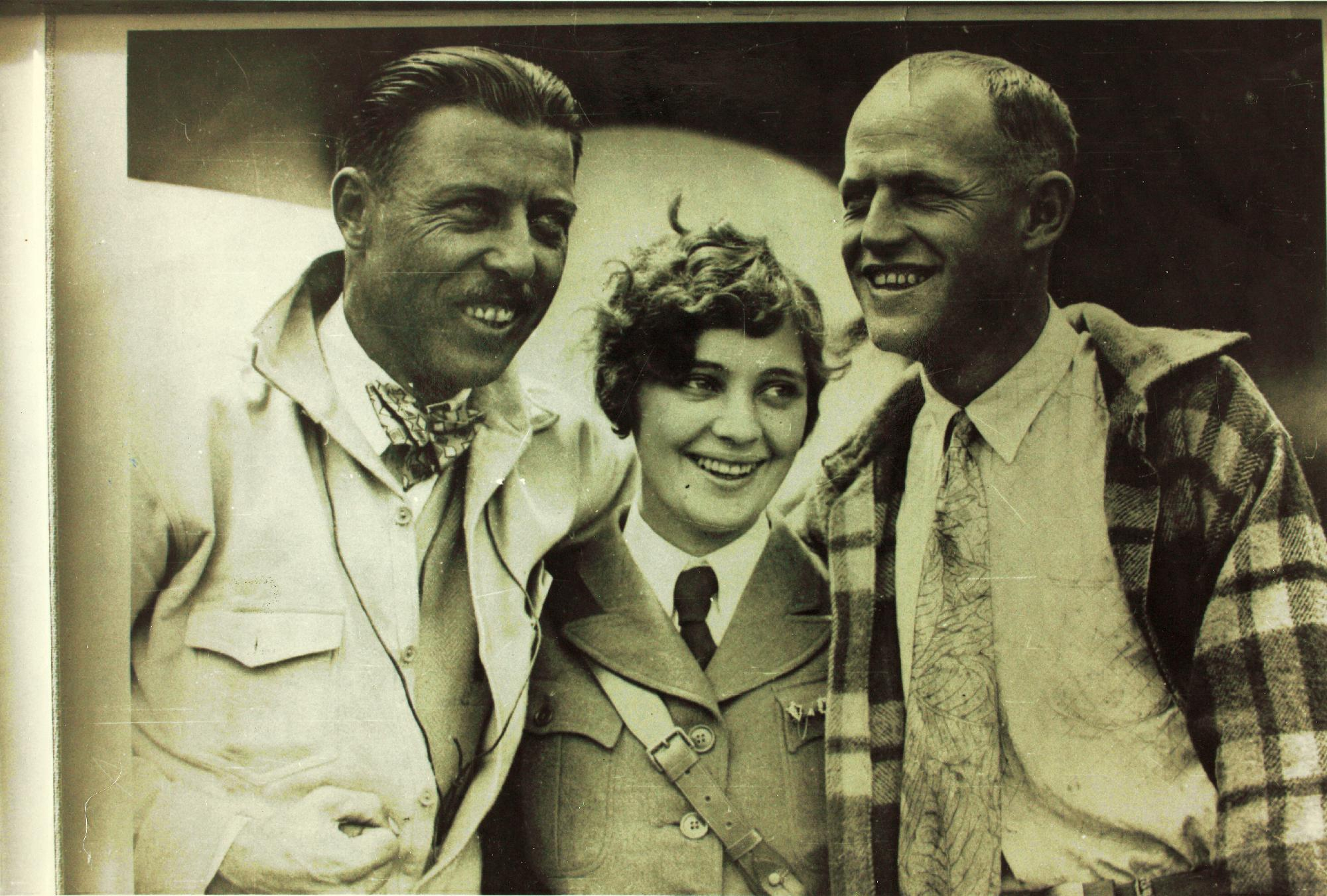
Vermist in de Dole Air Race – Team Miss Doran: Knope, Doran, Pedler. Mildred Doran was de enige vrouwelijke deelneemster aan de race.

Door de grote belangstelling onder vliegers voor deelname begon de Dole Prijs steeds meer het karakter van een luchtrace te krijgen. De regels werden vervolgens aangepast. Besloten werd dat er een vaste dag kwam voor de start van alle deelnemers en dat er geloot werd om de startvolgorde te bepalen.
De start van de race in Oakland op 16 augustus 1927 begon slecht. Door mist werd de start uitgesteld en sommige zwaarbeladen toestellen crashte al tijdens of vlak na de start. Of keerden terug wegens technische problemen. Drie teams raakte vermist op zee en zijn nooit teruggevonden: Miss Doran, Golden Eagle en Dallas Spirit.
Aantal aanmeldingen op 28 juli 192719 teams aangemeld voor deelname.
Aanwezig op 8 augustus 1927 voor de startnummer loting15 teams zijn verschenen voor de loting.
Opgave vóór de race om diverse redenen (crashes, technische problemen)6 teams hebben al opgegeven voordat de race officieel begon.
Daadwerkelijk officieel in Oakland van start gegaan op 16 augustus 19278 teams gingen van start, 1 team werd op dezelfde dag vlak voor de start gediskwalificeerd.
Uiteindelijk gefinisht2 teams zijn gefinisht in Honolulu: Woolarock (winnaar) en Aloha (tweede)
Aantal vliegtuigen vermist op zee3 teams vermist op zee Miss Doran, Golden Eagle en Dallas Spirit.
Aantal teams gecrasht tijdens de race2 teams zijn gecrasht tijdens de start in Oakland: El Encanto en Pabco Pacific Flyer.
Aantal teams die opgaven om diverse redenen1 team gaf de race op wegens technische problemen en keerde terug naar Oakland: team Oklahoma.
Aantal dodelijke slachtoffers10 dodelijke slachtoffers door vermissing of crashes.

## Finish op Hawaï
De twee enige teams die daadwerkelijk aankwamen in Honolulu waren: 
1ste plaats team 'Woolaroc' in 26 uur en 17 minutenEen Travel Air 5000 met de bemanning Arthur C. Goebel en William Davis.
2de plaats team 'Aloha' in 28 uur en 16 minutenEen Breese-Wilde Model 5 met de bemanning Martin Jensen en Paul Schluter.